# Чирахчай
Чирахчай, Чирагча́й или Чирах (лезг. Чирагъ вацӏ) — река, протекающая по территории Агульского, Хивского и Сулейман-Стальского районов Дагестана. Длина — 93 км, площадь водосборного бассейна — 895 км².
Высота устья — 420 м над уровнем моря. Высота истока — 2600 м над уровнем моря. Уклон реки — 23,4 м/км.

## География
Берёт начало из родников на восточном склоне хребта Кокма, и сливаясь в селе Касумкент с рекой Курах образует реку Гюльгерычай.

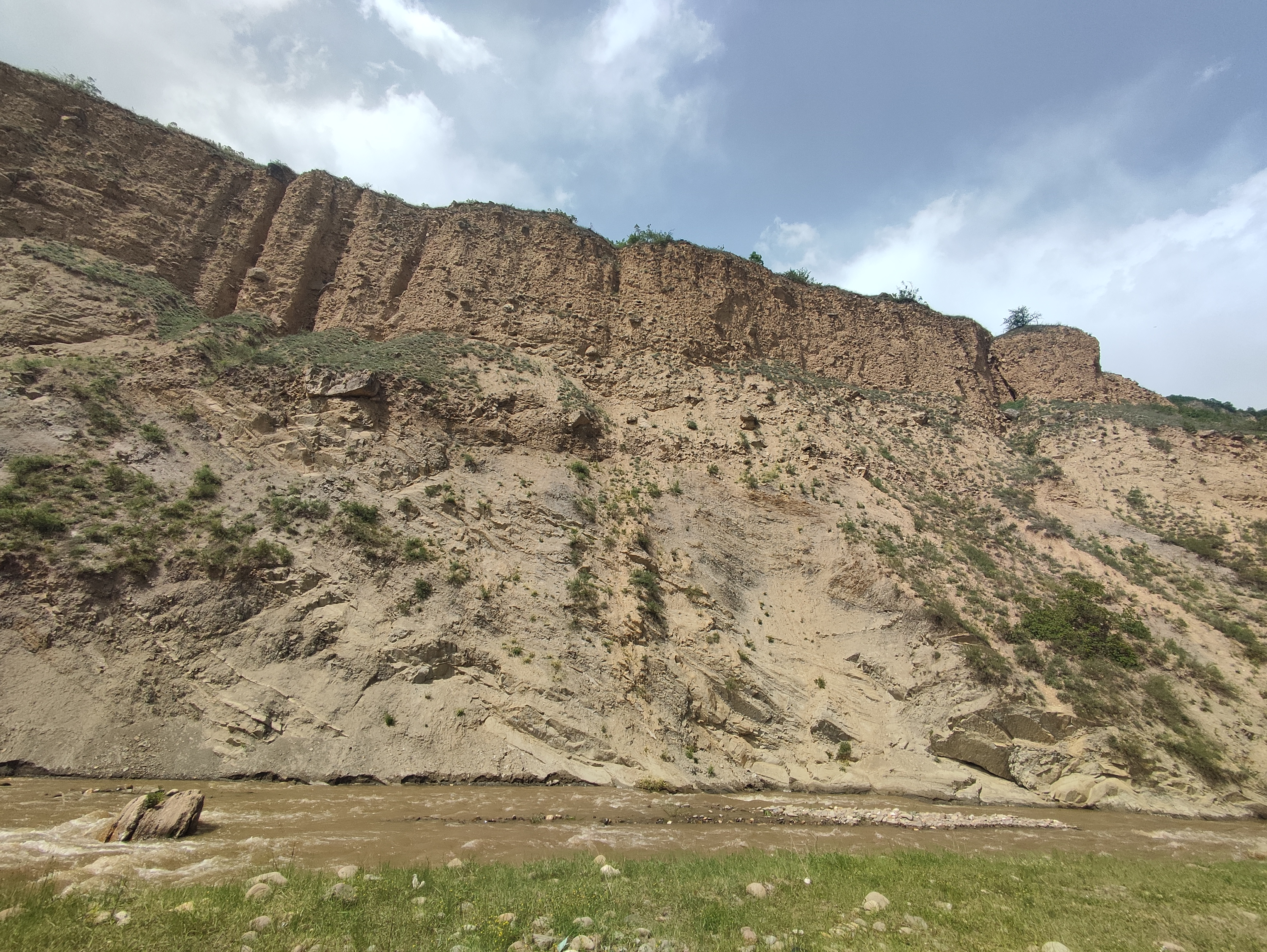
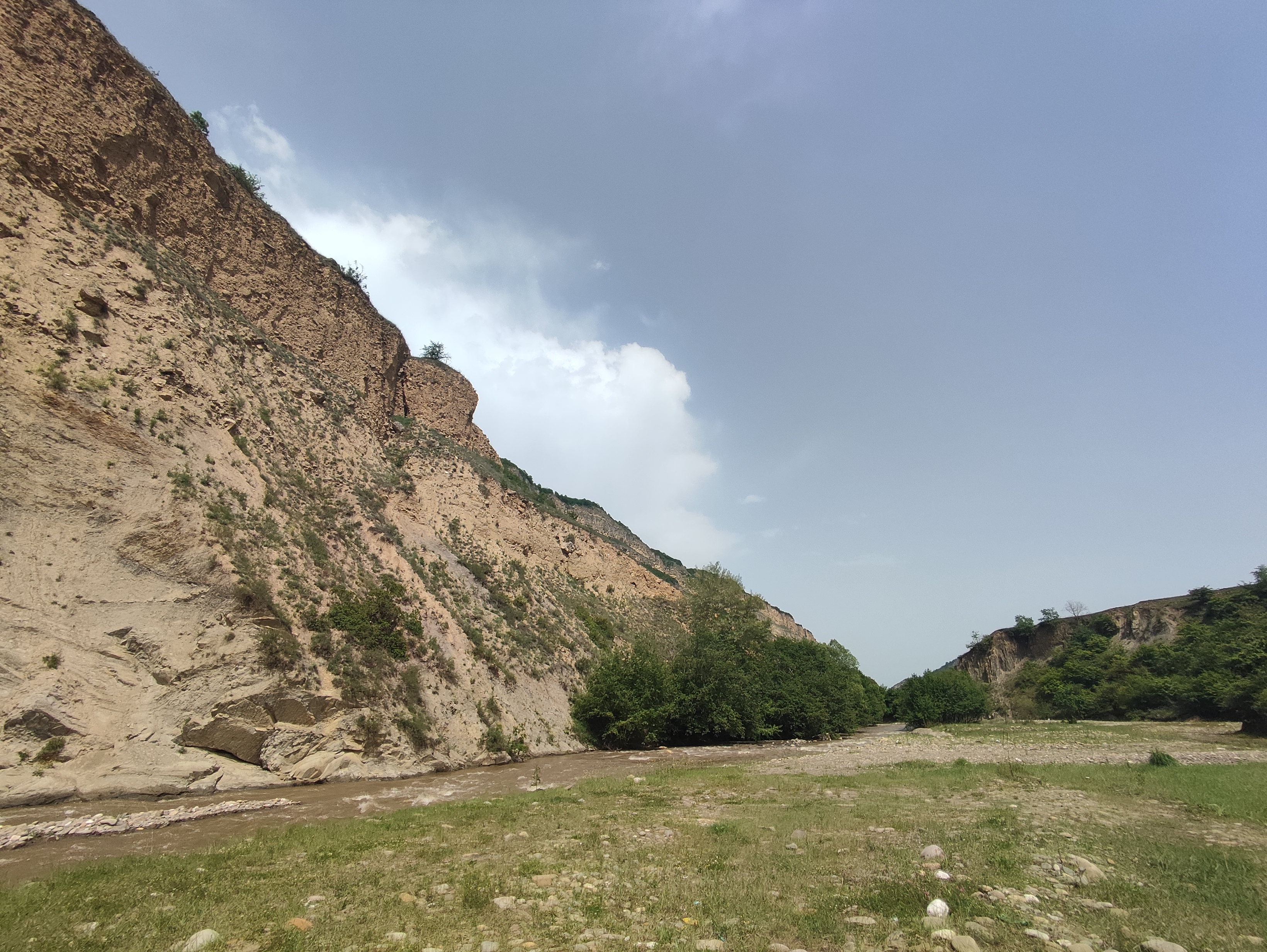
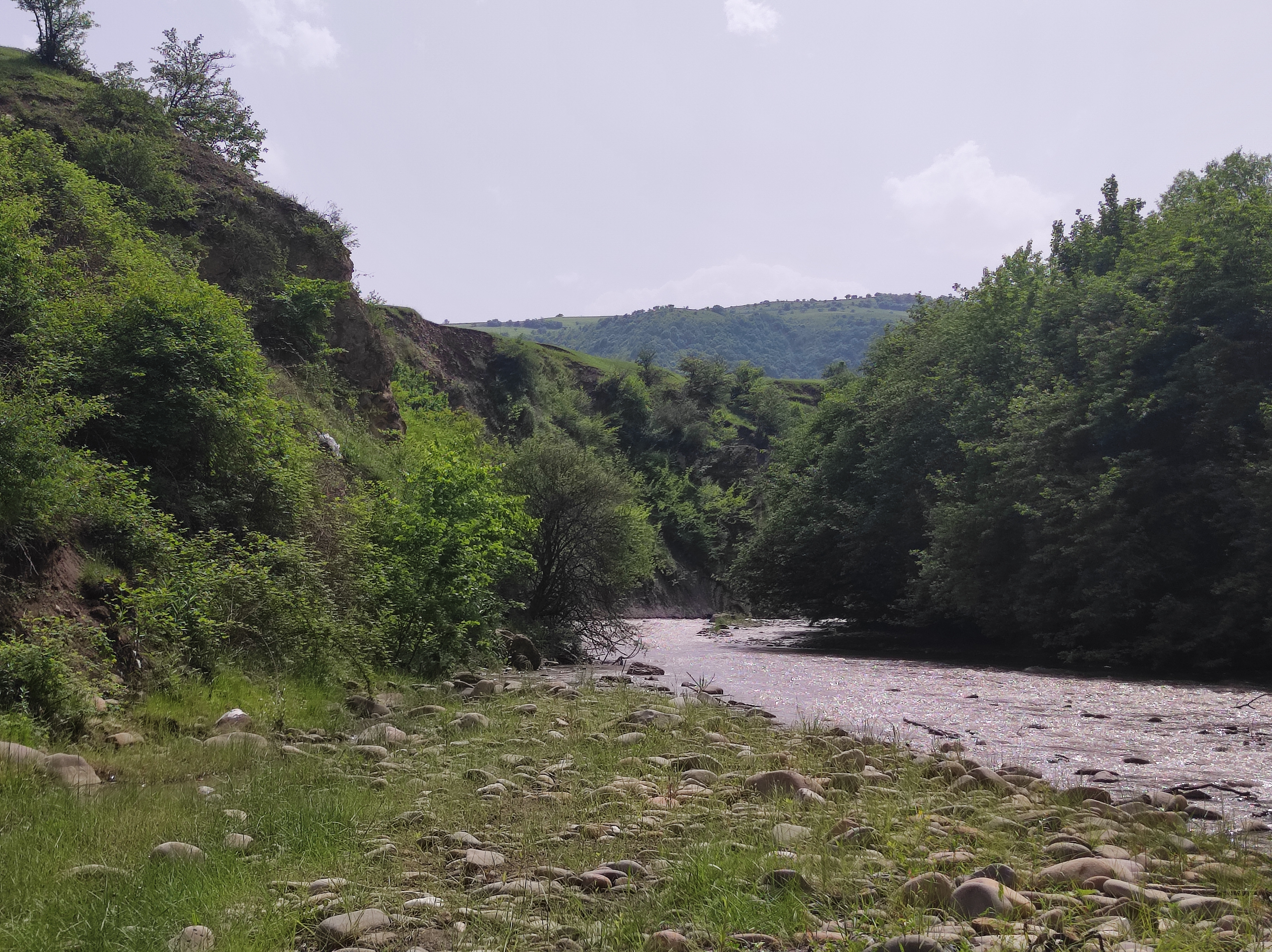

## Гидрология
Река характеризуется паводочным режимом в теплую часть года и зимней меженью. Наибольшие за год расходы воды обычно формируются талыми водами и выпадающими в период снеготаяния осадками. Летние дождевые паводки иногда носят катастрофический характер. Средний годовой расход — 3,97 м³/с, максимальный — 126 м³/с.

## Притоки
Наиболее крупные притоки: Куме-арху, Буркихан, Дуичадаг, Кошанапу, Футлу-су, Арчуг-су, Хтугар, Тюркидагунчай и др.

## Изучение реки и водохозяйственное значение
Изучение реки производилось на гидрологических постах Алкадар, Ашага-Цинит и Куркент (действующий). Воды реки используются для орошения — каналы Кировский, Сардаркентский, Ашагастальский и др.

## Данные водного реестра
По данным государственного водного реестра России относится к Западно-Каспийскому бассейновому округу, водохозяйственный участок реки — Самур.
Код объекта в государственном водном реестре — 07030000412109300002644.